# 汪尚誼
汪尚誼（？—？），字宜言，號去言，南直隸徽州府婺源县人，明朝政治人物。

## 生平
萬歷十三年（1585年）乙酉科應天府鄉試第七十名舉人，二十三年（1595年）乙未科會試第二百四十六名，廷試三甲第八十七名進士。大理寺觀政，本年五月丁内艱，二十五年接丁内艱，二十八年六月除大理评事，平汪浩等百余人狱，犴狴一清。歷知長沙府，升河南副使，剿缉土寇，轉参政，四十四年二月升广西按察使，以疾歸。

## 家族
曾祖汪辛售，壽官。祖汪朝邦。父汪廷憲。母江氏，慈侍下。弟尚诤。從兄汪應蛟（甲戌進士、見任保定巡抚）、汪可進（丙子舉人）、汪得時（戊子舉人）、汪鳴鸞（辛卯解元、壬辰進士）。